# Funny Girl (Schiff)
Die Funny Girl ist ein deutsches Seebäderschiff, das 1973 als letztes von drei annähernd baugleichen Schiffen von der Mützelfeldtwerft in Cuxhaven abgeliefert wurde. Charakteristisch für die Schiffe dieser Bauserie (Schwesterschiffe: Fair Lady und Kloar Kimming) ist ein entlang einer geschwungenen Linie über die gesamte Rumpflänge verlaufender Knick. Neben dem ästhetischen Zugewinn wird hierdurch ein effektiver Schutz vor Spritzwasser auf den Außendecks erzielt.
Die Kiellegung der Funny Girl fand am 6. Januar 1972, der Stapellauf am 5. Dezember 1972 statt. Am 15. Mai 1973 wurde das Schiff an die Reederei Cassen Eils in Cuxhaven übergeben.

## Einsatz
Nach ihrer Indienststellung wurde die Funny Girl in den Sommermonaten (Ostern bis Oktober) auf der Route Büsum–Helgoland eingesetzt. Dort wurde sie in der Sommersaison 1994 von der größeren First Lady abgelöst und fuhr fortan von Sassnitz auf Rügen zur dänischen Insel Bornholm oder nach Kopenhagen. Diese Linie betrieb die Funny Girl bis 1997. In der Saison 1998 und 1999 fuhr sie wieder von Büsum nach Helgoland. Im Sommer 2000 war die Funny Girl dann nach Norwegen verchartert.
Im Jahr 2001 fuhr sie in der Hauptsaison von den ostfriesischen Inseln Norderney, Spiekeroog und Langeoog nach Helgoland und unternahm von Büsum aus Touren in den Nord-Ostsee-Kanal bzw. nach Hörnum auf Sylt. Von 2002 bis 2004 fuhr sie in der Hauptsaison neben den Touren in den Nord-Ostsee-Kanal von Sylt, Föhr und Amrum sowie den oben genannten ostfriesischen Inseln nach Helgoland. 2005 kehrte sie wieder auf ihre ehemalige Stammroute Büsum–Helgoland zurück.
Da die Funny Girl nicht der EU-Richtlinie 9818/EG entsprach, die die Umsetzung von strengeren Sicherheitsvorschriften auf Fahrgastschiffen verlangt, wurde das Schiff nach der abgelaufenen Sommersaison 2008 durch diverse Umbaumaßnahmen modernisiert, um es ebendiesen Richtlinien anzupassen. Die auffälligste Änderung des Umbaus umfasste den Ersatz der Fenster auf dem Hauptdeck durch Bullaugen. Während der Umbauzeit wurde sie im Helgolanddienst durch das ehemalige Seebäderschiff Atlantis vertreten.
Im Februar 2019 gaben die Reedereien Adler-Schiffe und Cassen Eils die Gründung der gemeinsamen Gesellschaft Adler & Eils bekannt, über die sie in Büsum zusammenarbeiten. Die im Helgoland-Verkehr eingesetzte Funny Girl wurde im April 2019 an die neue Reederei überstellt.

## Zwischenfälle
Am 26. August 2011 kollidierte die Funny Girl bei einem starken Unwetter mit der Helgoland und lief vor Helgoland auf Grund. Personen kamen nicht zu Schaden und der Bäderdienst wurde bereits zwei Tage später wieder aufgenommen.
Am 6. Oktober 2024 kam es ungefähr 30 Minuten nach dem Ablegen von Helgoland gegen 17:00 Uhr zu einem kompletten Stromausfall auf der Funny Girl. Das Schiff trieb mit 250 Menschen an Bord vier Stunden lang manövrierunfähig nordöstlich vor Helgoland, bevor es gegen 21:30 Uhr von den Schleppern Wulf 4 und Wulf 7 der Reederei Otto Wulf GmbH & Co. KG aus Cuxhaven in den Hafen von Büsum geschleppt werden konnte. Der Bergungsschlepper Nordic unterstützte die beiden Schlepper bei der Aktion.

## Bilder

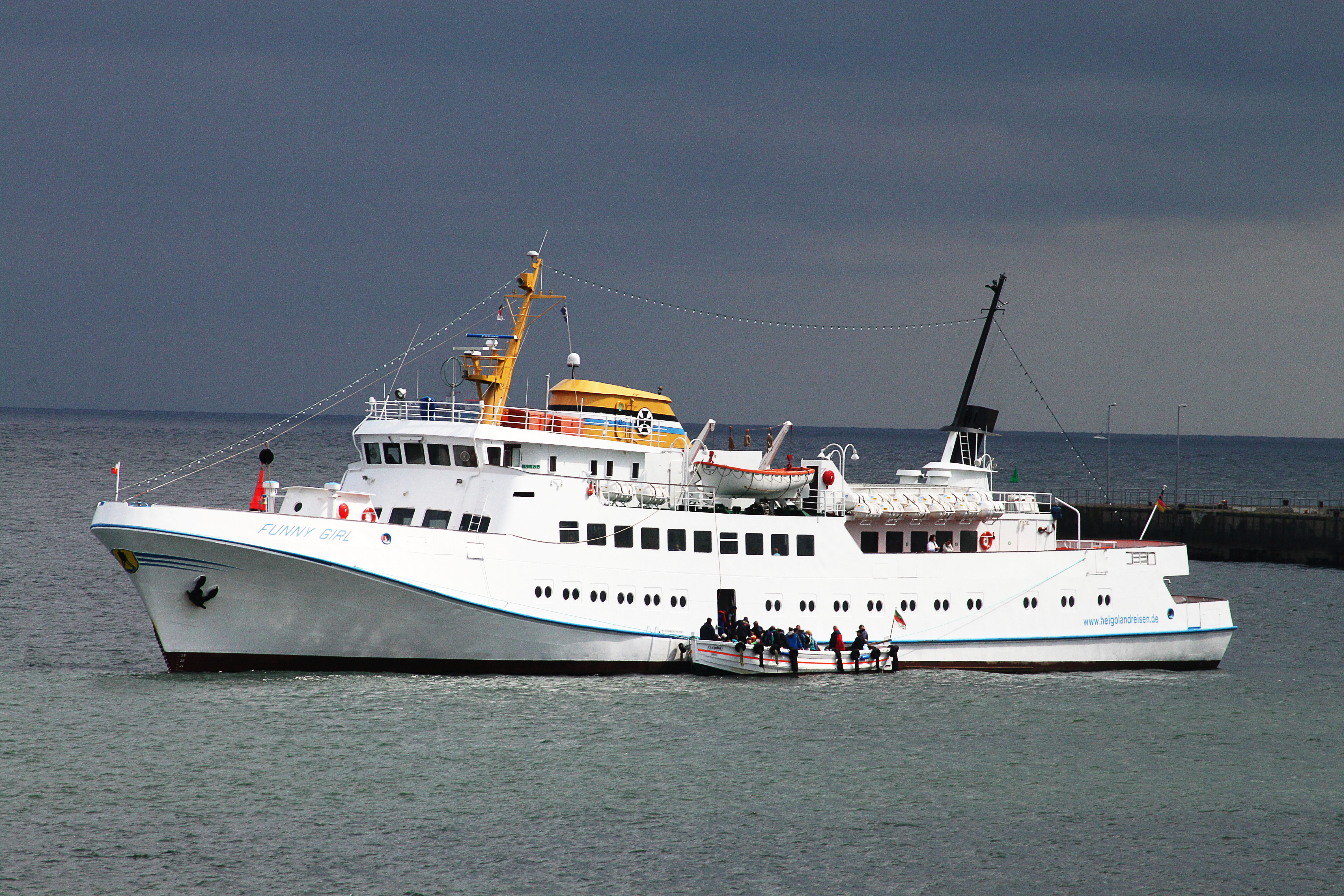
Funny Girl nach dem Umbau 2008 mit Bullaugen anstelle der Fenster auf dem Hauptdeck
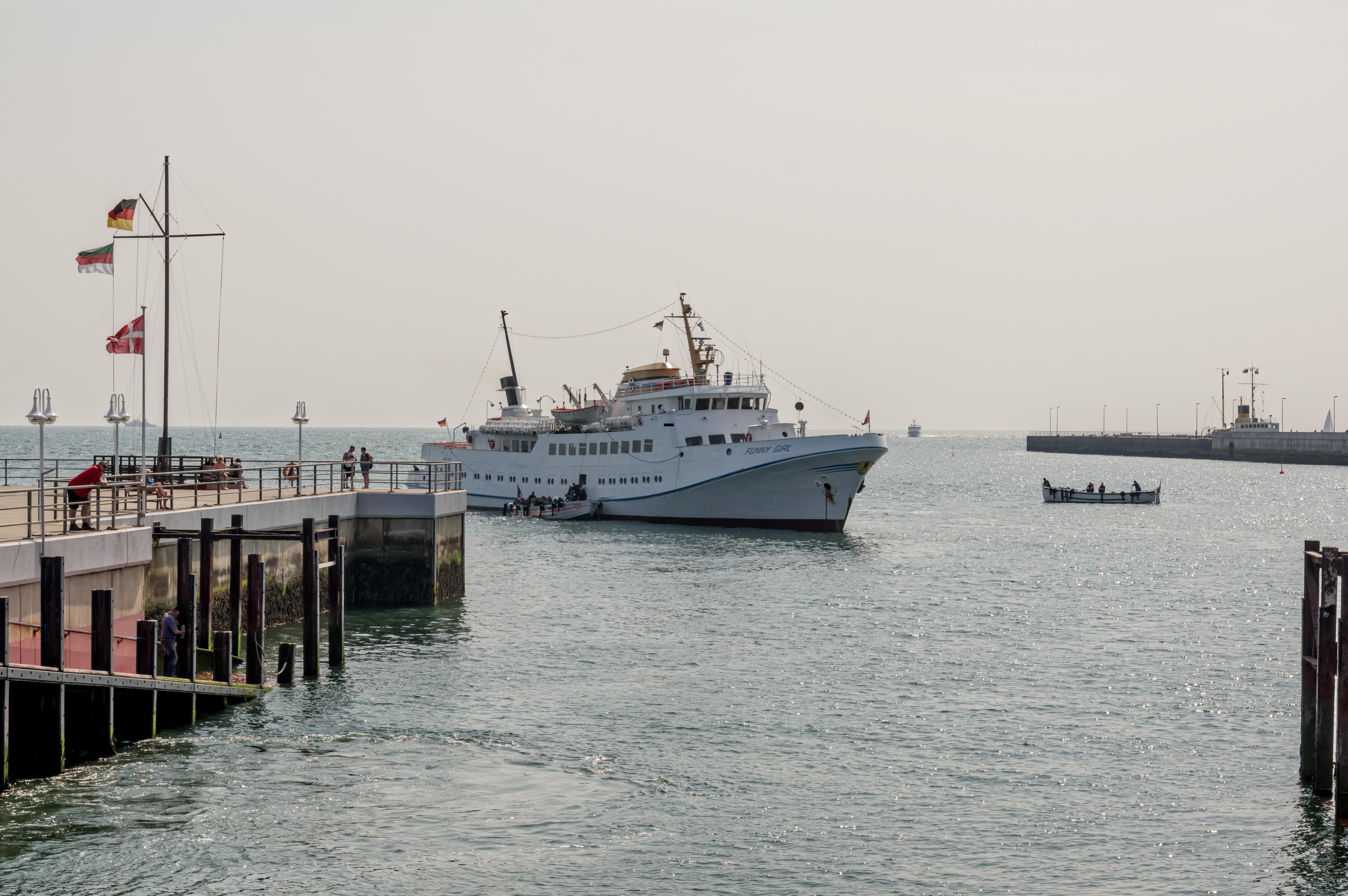
Auf der Helgoländer Reede ankernde Funny Girl, links im Bild ist die Landungsbrücke zu erkennen.